# Emst
Emst è una località del comune di Epe nella provincia olandese della Gheldria. Il villaggio conta circa 3 000 abitanti.